# Міхал Сопочко

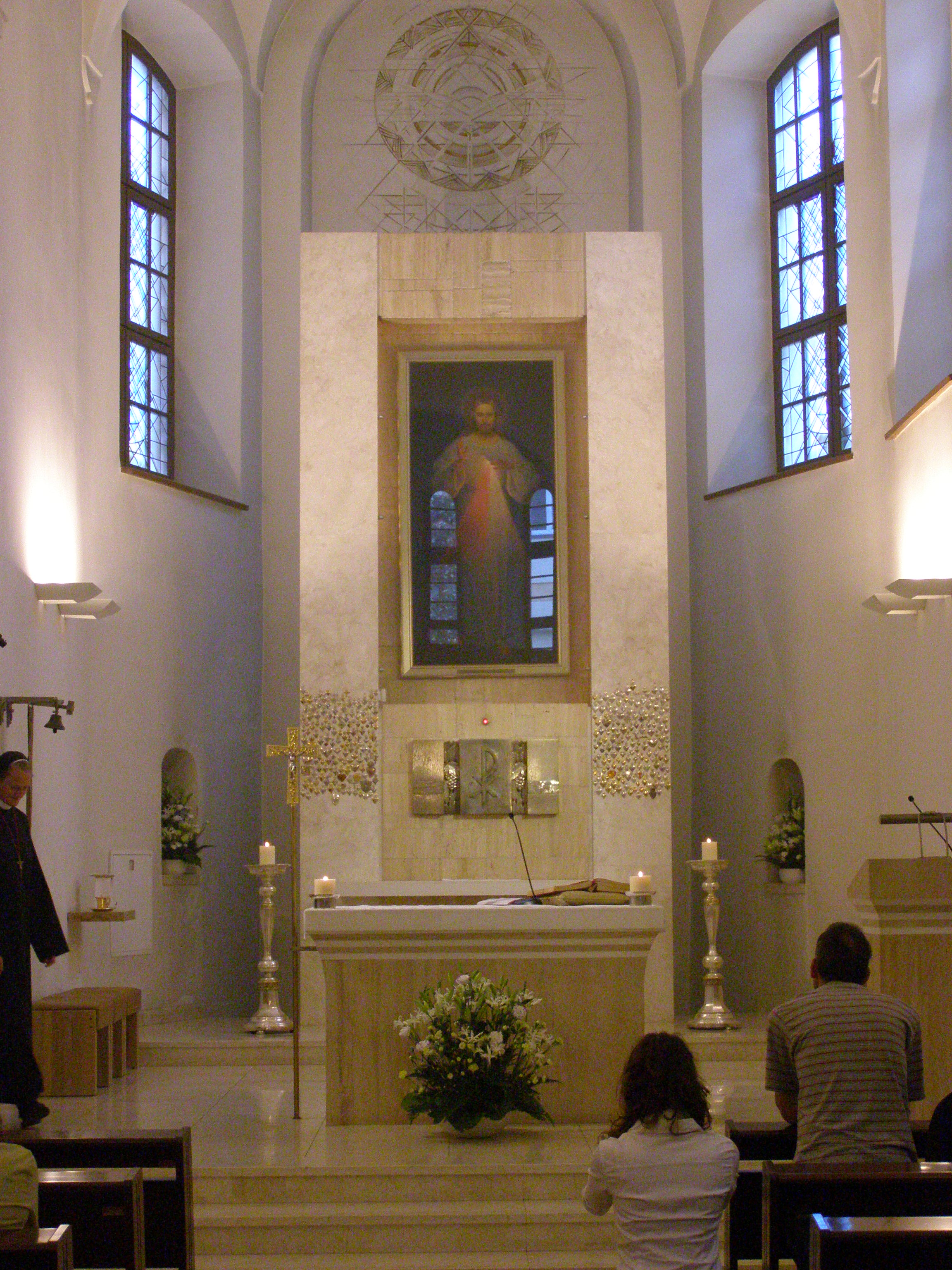
Перший Образ Ісуса Милосердного худ. Є.Казіміровського, Вільнюс, костел св. Трійці.

Бл. о. Міхал Сопочко, пол. Michał Sopoćko (1 листопада 1888, Навасади, РІ — 15 лютого 1975, Білосток, ПНР) — католицький священник, зарахований до лику блаженних, педагог, теолог, проповідник та апостол культу Божого Милосердя, засновник чернечого згромадження Сестер Ісуса Милосердного.

## Життєпис

### Дитинство та юність
Народився 01 листопада 1888 року у Ющевчизні, Ошмянського повіту, (тепер Навасади, Білорусь) в родині збіднілих шляхтичів, Вінсента та Емілії з роду Павлович
19 листопада 1888р. був охрещений в костелі у Забжезі.
Батьки майбутнього священника відрізнялися побожністю та намагалися дати сину гарну освіту.
У 1901 році почав навчання у початковій народній школі у Забжезі. У цей час Міхал часто брав участь у Службах у парафіяльній церкві, парох якої о.Ян Куницький справив на хлопця велике враження, у подальшому це посприяло його рішенню стати священником. 
Все своє свідоме життя Міхал Сопочко мав особливу побожність до Образу Матері Божої Остробрамської.
З 1902 по 1906 рік  навчався в міській школі в Ошмянах де він сміливо виступив  проти наказів російського та православного шкільного керівництва, захищаючи права католицької молоді сповідувати свою віру. З його ініціативи в школі повісили ікону Матері Божої, повернули католицькі молитви, а також уроки релігії, які проводив католицький священик.
У зв'язку з браком коштів у віці 18 років Міхал був вимушений перервати навчання і стати шкільним вчителем у парафіяльній школі в Забжезі, де викладав протягом 1907—1908 років. Після дворічної перерви йому вдалося закінчити гімназію у Вільно.

### Пастирське служіння
Після року очікування дозволу царської влади 16 грудня 1910 року М.Сопочко вступив до духовної семінарії у Вільно.
15 червня 1914 року Міхал був висвячений на священника, свою першу Месу відправив 29 червня 1914 року в Лєбєдєвє.
5 серпня 1914 року зайняв посаду вікарія в Таборишці, Литва. Під час свого пастирства проявив себе як активний та свідомий священник. З власної ініціативи попросив дозволити йому проводити недільну катехезу з молоддю. Перший рік душпастирської роботи увінчався святкуванням Першого Святого Причастя на близько 500 дітей. Незважаючи на воєнні дії поблизу Таборишок під час Першої світової війни, долучився до просвітницької діяльності, відкривши нові школи в сусідніх містах. 
7 жовтня 1918 року почав навчання на теологічному факультеті Варшавського університету. У зв'язку з закриттям університету,
22 лютого 1919 р. зайняв посаду капелана в польській армії. Окрім духовного служіння, допомагав пораненим, позбавленим лікарняної допомоги, організував допомогу вдовам та сиротам загиблих військових.
У жовтні 1919 р., незважаючи на військові дії, університет відновив роботу, тож о. Міхалу довелося розділити час на навчання та службу в армії. Також він контролював функціонування братської солдатської допомоги (він був її президентом) та школи для дітей-сиріт із сімей військових.
У серпні 1920 року Сопочко став свідком оборони Варшави від більшовистського війська. Подолання наступу російських більшовиків він вважав виявленням великої Божої милості до Польщі і відгуком на молитви вірних, які заповнювали костели у серпні.
У 1922 році о. Міхал Сопочко вступив до Польського педагогічного інституту у Варшаві. У 1923 році здобув ступінь магістра.
Повернувшись у 1924 році у Вільно, крім обов'язків капелана, Сопочко отримав завдання організувати католицькі спілки молоді, а пізніше був призначений духовним отцем семінарії.
В 1926 році отримав звання доктора богослов'я.
З 1928 року — заступник професора богословського факультету Віленського університету ім. Стефана Батория.
У 1934 р став доцентом Варшавського університету.

### Знайомство з с. Фаустиною Ковальскою
На початку тридцятих років Сопочко залишив посаду духовного отця, щоб продовжити свою освіту, необхідну для викладання в семінарії і на богословському факультеті Університету Стефана Баторія у Вільно. В цей же час батько Михайло був призначений сповідальником декількох жіночих монастирів, у тому числі і у Згромадженні Сестер Божої Матері Милосердя.
Влітку 1933 року він сповідав одну з сестер на ім'я Фаустина, яка вразила його незвичайно чутливою совістю і близькістю з Богом. Під час першої сповіді сестра розповіла, що саме він, о. Міхал призначений Богом бути її сповідником і вона два рази бачила його у своїх видіннях.Стурбований та здивований незвичайною поведінкою монахині, священник спочатку хотів відмовитися від обов'язків сповідника сестер Конгрегації, але потім прийняв цей виклик і порекомендував сестрі Фаустині заносити всі свої переживання та видіння у щоденник. Таким чином він посприяв появі одного з видатних творів католицької містики — Щоденника Фаустини Ковальської.
Сама св. Фаустина вважала отця Міхала більше ніж сповідником і у Щоденнику часто називала його духовним керівником, без якого не змогла би пройти свій шлях до святості.

### СтворенняОбразу Ісуса Милосердного
Через деякий час, переконавшись в психічному здоров'ї сестри, після роздумів та сумнівів, о. Міхал вирішив сприяти с. Фаустині у її покликанні — створенню Образа Ісуса Милосердного, керуючись скоріше цікавістю, ніж вірою в достовірність видінь сестри. Він домовився з художником Євгеном Казіміровським, який за описом с. Фаустини намалював ікону. Отець Міхал Сопочко позував у білій накидці, щоб художнику було легше уявити погляд, побудову тіла і одягу. Твір був готовий у травні 1934 року. Також отець взяв на себе матеріальну сторону питання - він заплатив Є.Казимировському за створення ікони.
Зважаючи на незвичність ікони та побоюючись несхвалення архієпископа, отець Міхал вирішив спочатку розмістити його у темному коридорі у монастирі сестер-бенедиктинок. Але після «незвичних подій» та настійливих вимог сестри Фаустини образ Милосердного Ісуса було виставлено для огляду на три дні з 26 до 28 квітня 1935 року, у Острій Брамі у Вільно. 28 квітня 1935 року було першою неділею після Пасхи, тобто днем, який через видіння с. Фаустини, мав стати у подальшому святом Божого Милосердя. Тоді ж о. Міхал виголосив проповідь про Боже Милосердя.
Тільки 3 квітня 1937 року після прохання Сопочко і розгляду спеціальної комісії, ікона Ісуса Милосердного була освячена та розміщена у храмі св. Михаїла у Вільнюсі з зауваженням — не поміщати його у вівтарі і не розповідати про його походження.

## Апостол Божого Милосердя

### Передвоєнний період
Як і передбачала св. Фаустина, о. Міхал мав пережити багато випробувань та страждань на шляху встановлення культу Божого Милосердя. У той же час вона бачила і особливу любов Бога до цього пастиря.За кілька років свого життя о. Сопочко пройшов шлях від зрозумілого скепсису до розуміння того, що справа встановлення культу Божого Милосердя, а особливо встановлення свята Божого Милосердя у першу неділю після Пасхи, є однією з найважливіших справ його життя.
У середині квітня 1936 року, коли с. Фаустина виїхала до Кракова, отець Сопочко вирішив обґрунтувати ідею Божого Милосердя як найбільшого атрибуту Бога і почав шукати підтвердження цього у Отців Церкви. З величезною радістю він виявив подібні вислови в св. Фульгенція, св. Ільдефонса Толедського, і понад усе в св. Томи і в св. Августина.Після цього о. Міхал Сопочко почав публікувати статті про Боже Милосердя в богословських журналах, обґрунтовувавши раціональну і літургійну необхідність свята Божого Милосердя в першу неділю після Великодня.
У червні 1936 року у Вільнюсі було опубліковано перший буклет «Боже Милосердя» із зображенням на обкладинці Ісуса Милосердного. Отець надіслав публікацію всім єпископам, зібраним на єпископській конференції в Ченстохові, але від жодного з них не отримав відповіді.
У жовтні 1937 року завдяки піклуванню о. Сопочко були вперше опубліковані Вервиця та Новена до Божого Милосердя.

### Друга світова війна
У вересні 1939 року після початку війни та вторгнення до Литви Радянської армії, отець почав поширювати приватний культ цього образу, а також роздавати написані сестрою Фаустиною і затверджені єпископом в Кракові молитви. Коли наклад видання закінчився, отець Міхал друкував його на машинці і роздавав вірним. Водночас о. Сопочко почав розробляти трактат про ідею Божої милості та необхідність встановлення свята на його честь: «De Misericordia Dei deque eiusdem festo instituendo». Цей трактат він поширював на конспіративних зустрічах вірних РКЦ за допомогою Ю.Яджимбовського та Ядвіги Осінської.  Попереджений про можливий арешт комуністичною владою, о. Міхал залишив на деякий час Вільнюс.
Після початку Радянсько-німецької війни і окупації Литви німцями, о. Сопочко взяв діяльну участь у порятунку євреїв, хрестячи їх.Загалом він допоміг близько 100 особам. Така діяльність не могла не викликати підозри з боку німецької влади, священником зацікавилось гестапо, його навіть затримують на декілька днів.Коли на початку березня 1942 року гестапо почало масштабну акцію проти католицького духовенства, отець Сопочко був врятований через поміч сестер-урсулинок, з настоятелькою яких, Урсулою Ледуховською він був знайомий ще до війни. Священника тайно вивезли до села під назвою Чорний Бор, тепер Юодшиляй, де він перебував протягом 30 місяців, з 3 березня 1942 р. до 14 серпня 1944 р. під іменем Вацлава Родзевича. У цей час о. Сопочко працював столяром, виготовляючи прості інструменти, але не полишав і священницького служіння.
У цей же час, починаючи з 1940 року, отець працював над створенням чернечого згромадження на честь Божого милосердя. Першою кандидаткою стала Ядвіга Осинська.
16 листопада 1944 р. як і передбачувала у своїх видіннях с. Фаустина, відбулося заснування Згромадження Сестер Ісуса Милосердного. У порожній капличці сестер-кармеліток у Вільнюсі склали обіти шестеро дівчат. Крім звичайних трьох обітниць вони принесли й четвертий — поширювати шанування Божого Милосердя.

### Післявоєнний період
Після закінчення Другої світової війни, коли Литва остаточно опинилася у складі СРСР, знову почалися утиски, тепер з боку радянської влади. Існувала реальна небезпека введення проти нього кримінальних санкцій, включаючи можливість депортації до Сибіру.
У липні 1947 р. М. Сопочко отримав від архієпископа Р. Ялбжиковського, який вже був у Білостоку, заклик приїхати працювати в Польщу. У цей час закінчувався період репатріації польського населення, який давав змогу залишити СРСР. Наприкінці серпня 1947 р. о. Сопочко приєднався до останнього транспорту поляків, що покинув Вільнюс.
У вересні 1947 р. Міхал Сопочко приїздить у Білосток, де починає працю у Духовній семінарії. Викладає катехитику, гомілетику, пасторальну теологію, латину, педагогіку. Займає посаду директора Архиєпархіального братства тверезості. Організує катехитичний курс в Білостоці. Також з вересня 1947 року о. Сопочко постійно перебуває у контакті з сестрами Конгрегації Сестер Ісуса Милосердного, надаючи поради, духовну і що важливо -  матеріальну підтримку.
У 1947 році в Познані отець опублікував другу брошуру під назвою «Боже Милосердя в літургії».
У січні 1948 року о. Сопочко написав спогади про с. Фаустину Ковальську, в яких склав психологічний, емоційний, інтелектуальний портрет монахині, відмічаючи її урівноваженість, простоту, здоровий глузд, чесність, відсутність депресій, надмірної екзальтації та істеричності.
Жовтень 1955 р. — початок постійної душпастирської служби у каплиці сестер-місіонерок Святої Родини у Білостоку.
10 грудня 1956 р. — прохання до Предстоятеля, кардинала Стефана Вишинського за заступництво до Святого Престолу щодо встановлення свята Божої милості.

6 березня 1959 року Конгрегація Святої Служби (попередниця Конгрегації Доктрини Віри) видала декрет, в якому затверджувалося, що переживання сестри Фаустіни Ковальської не носили надприродний характер. Слід було вилучити молитви і образи, що з'явилися як плід цих бачень. Декрет не був для о. Сопочка несподіванкою, тому що, як він писав у своїх спогадах, шанування Божого Милосердя пішло по невірній дорозі: більший акцент ставився на незвичайні видіння сестри Фаустіни і її винесення на вівтарі, ніж на догматичні, літургійні і психологічні обгрунтування почитання Божого Милосердя.Сам Міхал Сопочко отримав суворе попередження від Ватикану і пережив ще багато неприємностей, як це й передбачала у своїх видіннях св. Фаустина.

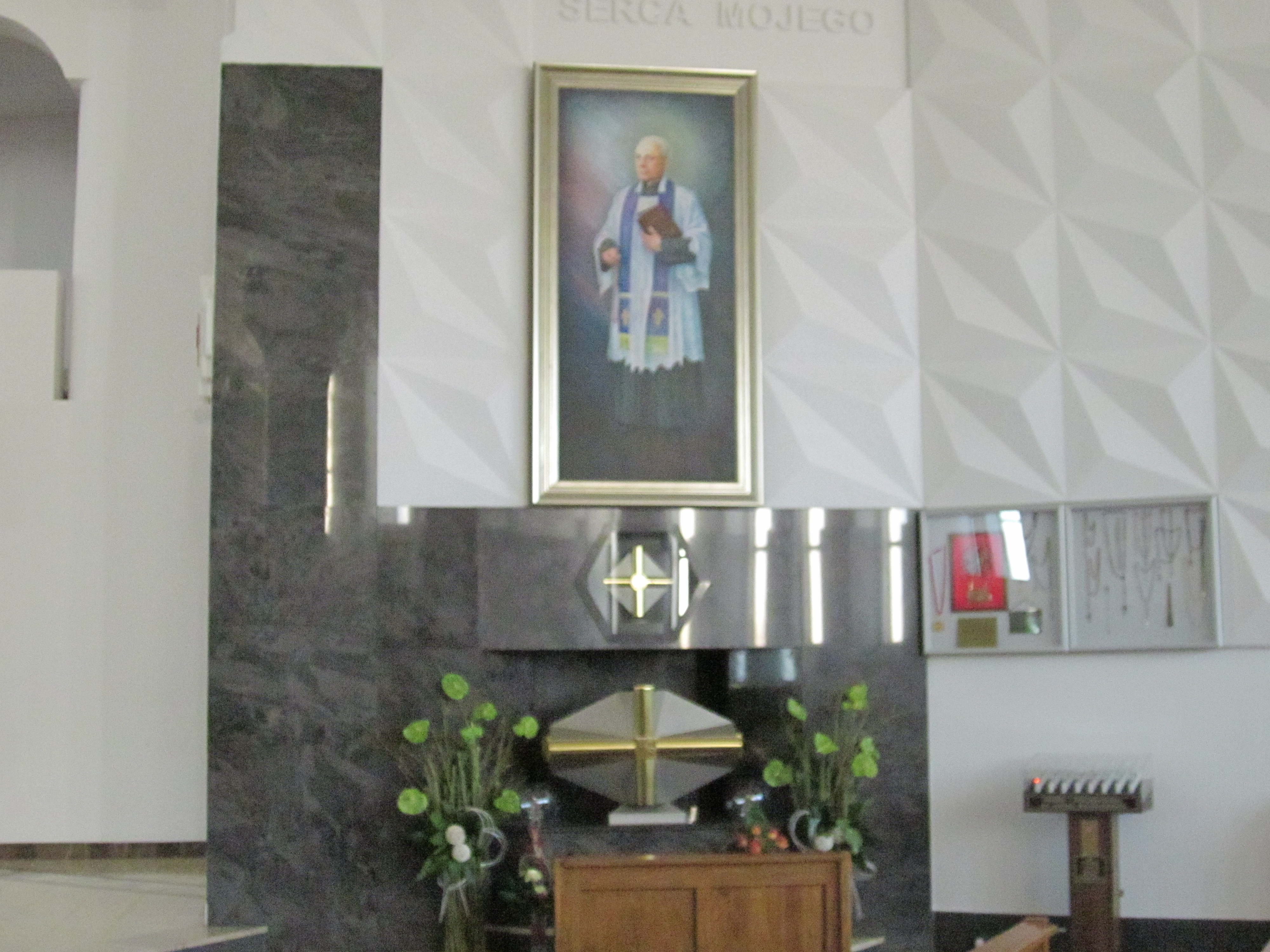
Вівтар Санктуарію Божого Милосердя у Білостоку з іконою Бл.о. М.Сопочка та подячними дарами.

Навіть після цього отець не полишав своїх спроб задля встановлення свята Божого Милосердя. Він був відданий і вірний цій роботі до кінця свого життя. Отець Сопочко невтомно виправляв помилки і пояснював теологічну основу цього культу. Майже до кінця своїх днів він активно брав участь у житті єпархії, працював науково і публікувався.
18 вересня 1962 р. — звільнення з посади професора в семінарії та вихід на пенсію.
Серпень 1966 р. — Подальші звернення до польського єпископату щодо поклоніння Божому Милосердю.
У 1972 році о.Міхал отримав звання заслуженого каноніка Митрополичої базиліки в Білостоку.
26 січня 1973 р. — Звернення до Предстоятеля, кардинала Вишинського для встановлення свята Божого милосердя.
15 лютого 1975 р., у день іменин с. Фаустини, у будинку сестер-місіонерок, отець Міхал Сопочко відійшов у вічність.
Останки блаженного священика Михала Сопочка знаходяться у Санктуарії Божого Милосердя у Білостоці.

## Вшанування пам'яті, встановлення Свята Божого Милосердя
30 червня 1978 році завдяки втручанню тодішнього Краківського єпископа Кароля Войтили, майбутнього  Папи Івана Павла II, було знято заборону на поширення послання про Боже Милосердя.
Динамічний розвиток  культу Божого Милосердя  відбувся після вступу Івана Павла II на папський престол, особливо після беатифікації сестри Фаустини 18 квітня 1993 р. i її канонізації 30 квітня 2000 року, a також завдяки прощам Святого Отця Івана Павла II до Лаґєвник (1997 i 2002 рр). У 1985 році Свято Милосердя було впроваджене спочатку в Краківській архидієцезії, а з 30 квітня 2000 року воно проголошене святом усієї Католицької церкви.
4 грудня 1987 року почався беатіфікационний процес самого о. Михайла Сопочко

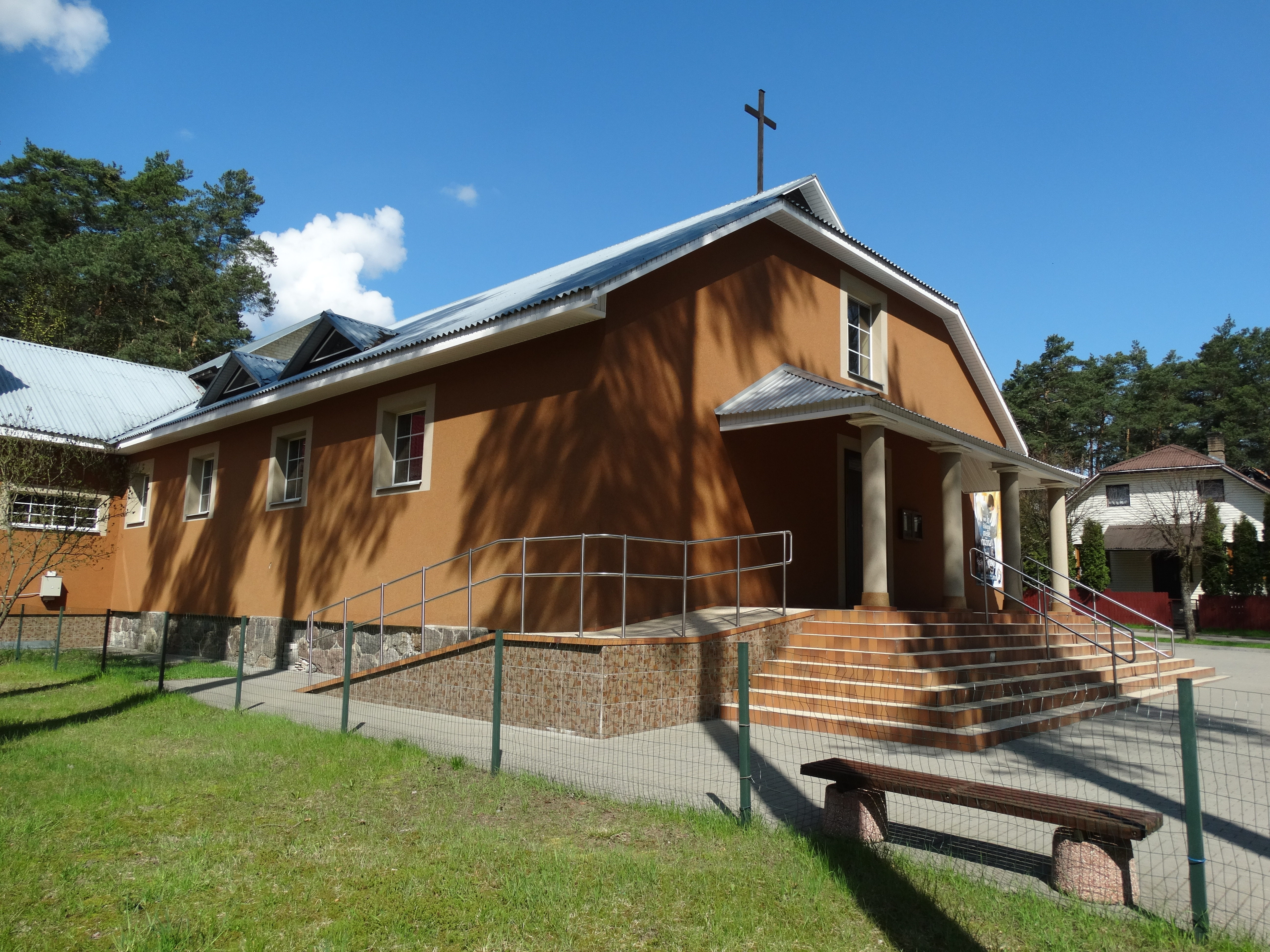
Костел на честь бл. М.Сопочка у Юодшиляї, Литва

Урочиста беатифікація відбулася 28 вересня 2008 року в Білостоку.
30 вересня 2012 року у Чорному Борі (тепер м. Юодшиляй) недалеко від Вільнюса, де під час війни переховувався о. Сопочко, відбулося відкриття меморіальної таблиці на його честь. Також у Вільнюсі існує хоспіс ім.бл.о.Міхала Сопочка.
15 лютого 2016 року у м. Юодшиляй освятили першу в світі церкву, присвячену блаженному Михайлу Сопочко.
15 лютого 2017 року мощі блаженного отця посітили м. Дубно на Рівненщині
У березні 2019 року на екрани вийшов фільм польського режисера М.Кіндрата «Фаустина:Любов і Милосердя», присвячений історії виникнення образу та свята Божого Милосердя. Одна з головних постатей фільму — о. Міхал Сопочко.